# Vuelo 991 de Asiana Airlines
El vuelo 991 de Asiana Airlines (OZ991/AAR991) fue un vuelo de carga operado por Asiana Airlines. El 28 de julio de 2011, el Boeing 747-400F, que volaba de Seúl (Corea del Sur) a Shanghái (China), se estrelló en el mar frente a la isla de Jeju tras sufrir un incendio en vuelo de la carga. Ambos pilotos, las dos únicas personas a bordo, fallecieron.El accidente marcó la segunda pérdida de un carguero 747 debido a un incendio en la bodega de carga en menos de un año, luego del accidente del vuelo 6 de UPS Airlines en Dubái en septiembre de 2010.

## Aeronave y tripulación
La aeronave involucrada era un Boeing 747-48EF, matriculado como HL7604, el 1370.º 747 construido. Realizó su primer vuelo el 15 de febrero de 2006 y fue entregado a Asiana Airlines una semana después. En el momento del accidente, la aeronave contaba con más de 26.300 horas de vuelo y 4.799 ciclos de despegue y aterrizaje. Estaba equipado con cuatro motores General Electric CF6-80C2B1F y su historial de mantenimiento no reveló nada significativo durante la investigación del accidente.
El vuelo 991 estuvo tripulado por dos pilotos: el capitán Choi Sang-gi, de 52 años, con 14.123 horas de vuelo registradas (incluidas 6.896 en el Boeing 747) y el primer oficial Lee Jeong-woong, de 43 años, con 5.211 horas de vuelo registradas (incluidas 492 en el Boeing 747).

## Accidente
El avión despegó del Aeropuerto Internacional de Incheon a las 03:04 hora local del 28 de julio con destino al Aeropuerto Internacional de Shanghái-Pudong.
El avión transportaba a Shanghái 58 toneladas de carga, la mayoría de las cuales consistían en semiconductores, teléfonos móviles, pantallas de cristal líquido y diodos emisores de luz. Los 400 kg (880 lb) restantes consistían en baterías de litio, pintura y fluido fotorresistente.
A las 03:54, mientras volaba a 34 000 pies (10 000 m), la tripulación contactó con el control del tráfico aéreo (ATC) informando de un incendio a bordo, solicitando un descenso inmediato y desvío al Aeropuerto Internacional de Jeju, Corea del Sur, para un aterrizaje de emergencia.
El radar observó que la aeronave descendía hacia 8000 pies (2400 m) a las 04:01 y luego ascendía y descendía erráticamente durante los nueve minutos siguientes, alcanzando una altitud de casi 15 000 pies (4600 m). En sus últimas comunicaciones al ATC, la tripulación informó de fuertes vibraciones y pérdida de los controles de vuelo. Después de un pronunciado descenso a 4000 pies (1200 m), se perdió el contacto por radio a las 04:11, cuando la aeronave se encontraba a 130 km (80 millas) al oeste de la isla de Jeju.

### Rescate
Las operaciones de búsqueda y rescate realizadas por la Guardia Costera de la República de Corea recuperaron partes de la aeronave un día después del accidente, pero no encontraron ni el registrador de datos de vuelo (FDR) ni la grabadora de voz de cabina (CVR). Los esfuerzos de búsqueda contaron con diez barcos de los guardacostas, la Armada y la Administración Oceanográfica e Hidrográfica de Corea, así como tres helicópteros.Nippon Salvage Company de Japón fue contratado para proporcionar asistencia durante la búsqueda.El gobierno de Corea del Sur también solicitó la ayuda de Singapur y la Armada de los Estados Unidos para la búsqueda del FDR y el CVR, ya que Corea tenía un equipamiento muy limitado para la búsqueda de estos elementos.La búsqueda fue detenida el 3 de agosto debido a que se aproximaba un tifón,pero fueron retomadas el 5 de agosto.

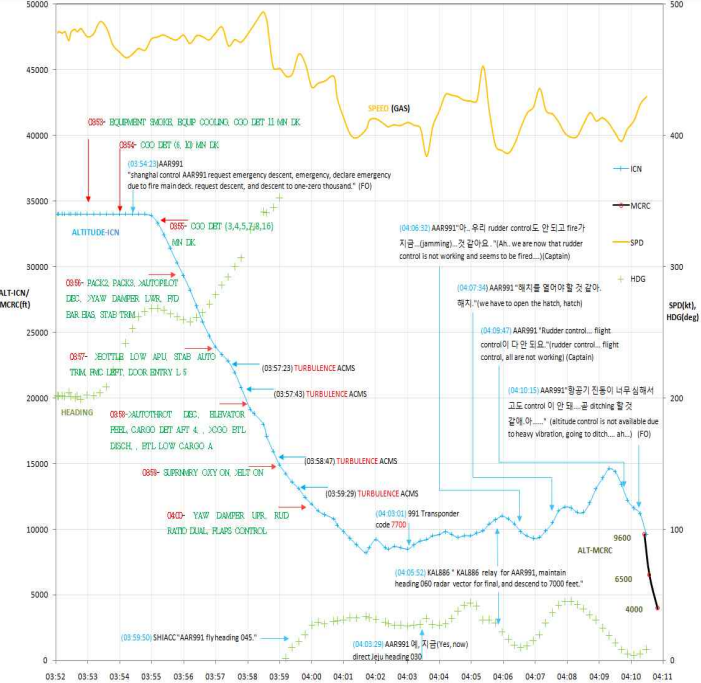
Aspecto importante del vuelo

El 17 de agosto, el equipo de búsqueda identificó la ubicación de 39 partes de la aeronave que yacían en el fondo marino a una profundidad aproximada de 80 m (250 pies). Entre ellas se encontraba la sección de cola, que se esperaba que contuviera el registrador de datos de vuelo (FDR) y la grabadora de voz de cabina (CVR), pero ambas cajas se habían desprendido de sus soportes de montaje. Los cuerpos de los dos tripulantes fueron recuperados el 29 de octubre.
El FDR finalmente se encontró en mayo, pero el módulo de memoria se desprendió del chasis, posiblemente debido al fuerte oleaje, por lo que no se pudo usar nada útil. El CVR nunca se encontró.

## Investigación

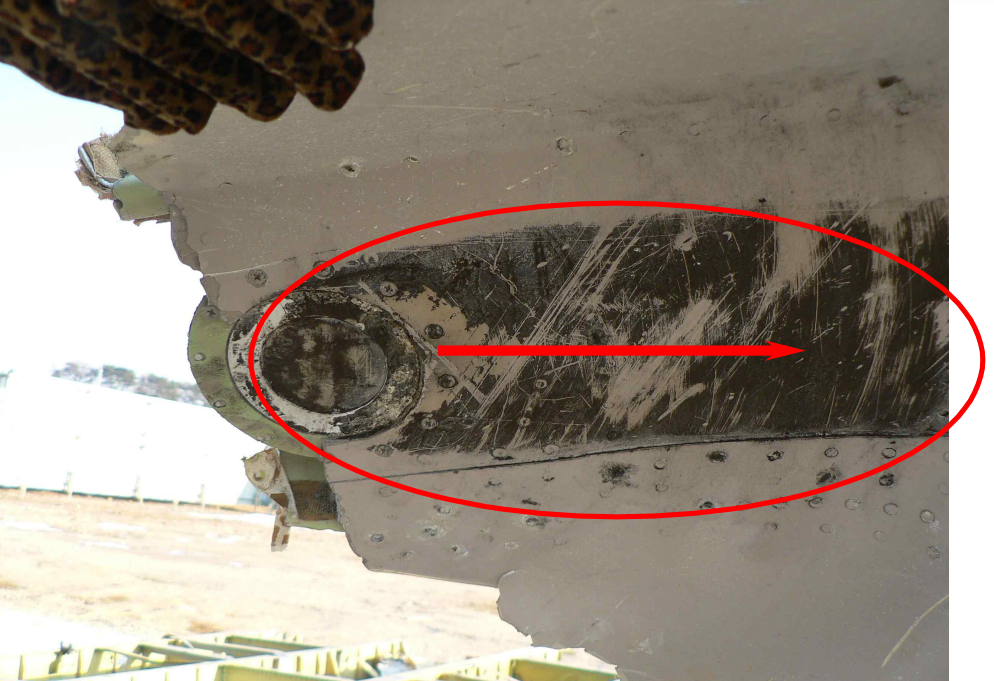
Hollín (que indica un incendio) saliendo de la compuerta de evacuación de humo de la cabina

La Junta de Investigación de Accidentes de Aviación y Ferrocarril de Corea del Sur (ARAIB) llevó a cabo la investigación, pero debido a la pérdida de ambas grabadoras de vuelo, no pudo determinar con certeza las causas del incendio ni la secuencia exacta de los eventos previos al impacto contra el mar. A partir de la distribución del fuego y los daños por calor en los escombros recuperados, se determinó que se había iniciado un incendio en o cerca de uno de los palés ULD que contenían mercancías peligrosas en el fuselaje trasero, pero no se encontraron pruebas suficientes para determinar con exactitud la causa del incendio.

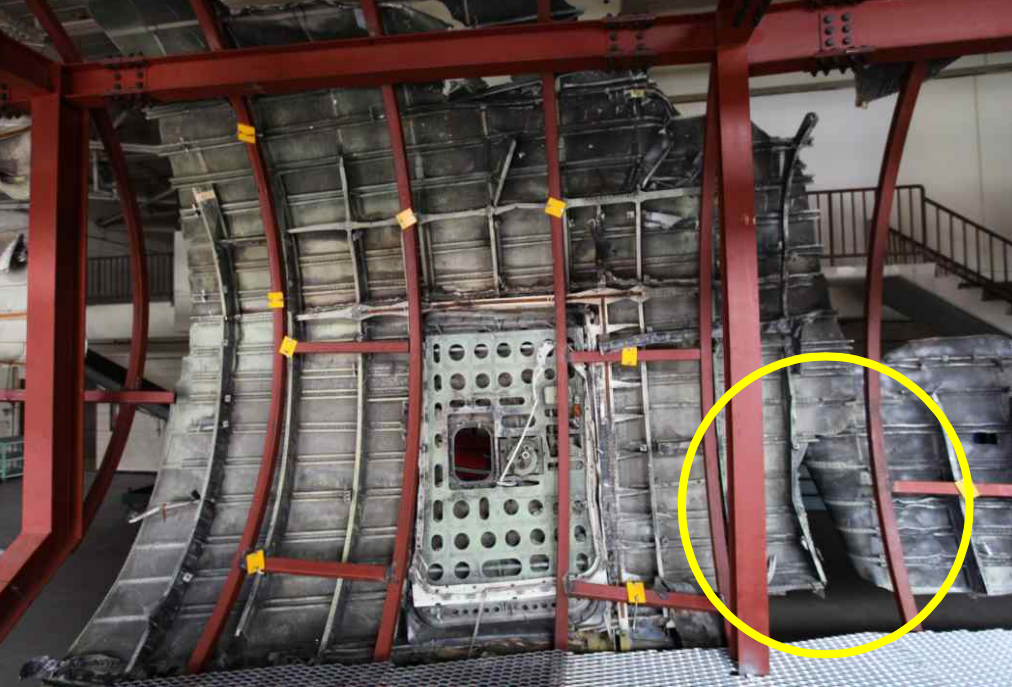
El área resaltada indica evidencia de una ruptura en vuelo debido al incendio.

El incendio no se contuvo y se propagó rápidamente al resto del fuselaje. Se encontraron daños por fuego y hollín en los conductos de aire acondicionado que recorren el fuselaje y en los paneles del techo cerca de la cabina. La salida de humos de la cabina mostraba rastros de hollín, lo que indicaba que había entrado humo. Algunos componentes electrónicos de la carga se encontraron incrustados en la superficie superior del ala, junto con restos de pintura y resina fotosensible, lo que sugiere que, en algún momento, los líquidos inflamables transportados en uno de los palés se incendiaron, causando una explosión que hizo estallar partes del fuselaje en el aire.
Se estimó que solo transcurrieron 18 minutos desde que se detectó el incendio hasta el impacto final contra el mar. Es probable que la tripulación no hubiera podido extinguir el incendio ni aterrizar el avión con seguridad en ese lapso.

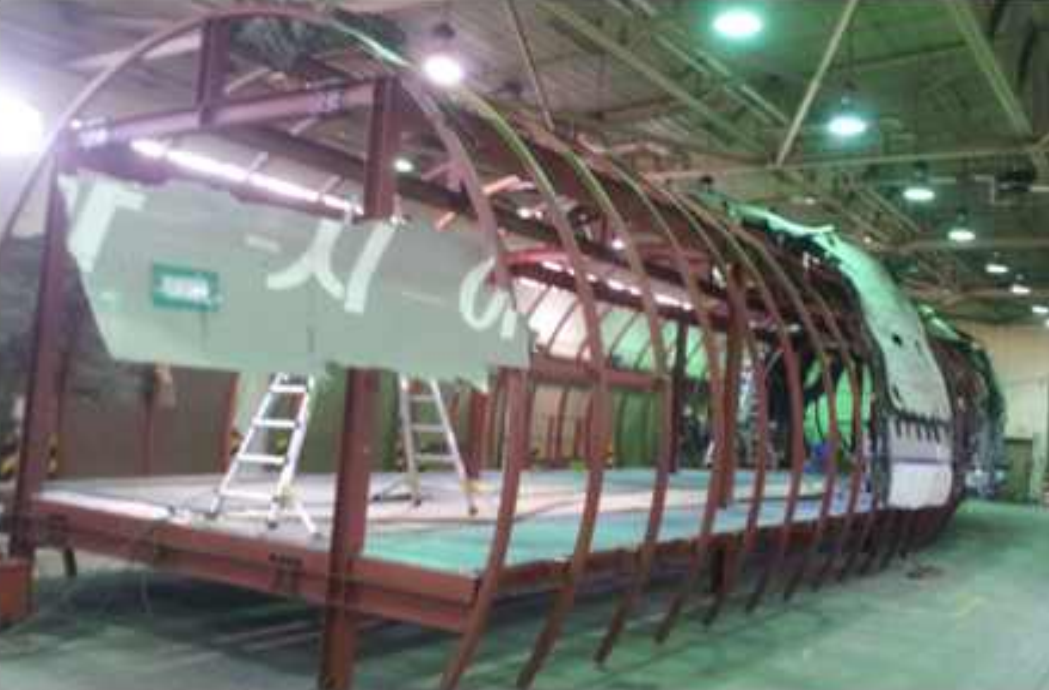
Reconstrucción del vuelo 991

## Consecuencias
Según Asiana, el accidente del vuelo 991 provocó daños a la aerolínea por unos 190 millones de dólares (200.400 mil millones de wones).En 2012, la Organización de Aviación Civil Internacional consideró la posibilidad de aplicar nuevas normas de seguridad al transporte aéreo de baterías de litio como resultado de este accidente y del anterior del vuelo 6 de UPS Airlines.